# Borstbeeld van Sophie Redmond
Het borstbeeld van Sophie Redmond staat aan de Flustraat in Paramaribo, Suriname, bij de ingang van het Academisch Ziekenhuis Paramaribo.

## Borstbeeld en meer eerbetoon
Op de sokkel staat een plaquette met de tekst: "Josephine Redmond, eerste vrouwelijke geneeskundige in Suriname. Geboren 14 januari 1907 – Overleden 18 september 1955".  Het borstbeeld werd gemaakt door Jo Rens en heeft inclusief de sokkel een hoogte van 1,80 meter. Hij had het beeld eind december 1959 voltooid. De plaatsing is in of na 1960 geweest. In dat jaar werd nog een inzameling voor het beeld gehouden.
Naast het borstbeeld werd uit eerbetoon de Dr. Sophie Redmondstraat naar haar vernoemd. In Nederland wordt sinds 2013 jaarlijks de Dokter Sophie Redmondlezing georganiseerd en een Gouden Vioolspeld uitgereikt aan een vrouw die haar leven zo betekenisvol invult als Redmond heeft gedaan. In Amsterdam-Zuidoost werd het Sophie Redmondplein naar haar vernoemd en in 2020 een Sophie Redmondpaneel onthuld.

## Betekenis
Sophie Redmond was de eerste creoolse huisarts van Suriname. Ze studeerde sinds 1925 aan de Geneeskundige School in Paramaribo, waarmee ze vooroordelen en discriminatie trotseerde. Ze maakte haar vestiging in 1935 als Genees-, Heel- en Verloskundige in een advertentie in drie kranten publiek. Ze was gevestigd aan de Domineestraat 40.
Ze deed meer dan alleen de uitoefening van haar praktijk. Ze gaf ook adviezen bij gezins- en relatieproblemen, het doen van de huishouding en bij financiële zaken. Een berustende uitspraak van haar, als een van de kernachtige gezegden waarom ze bekend stond, was: Joe taki di foe joe erger, poer ede na doro (Als je denkt dat jij het moeilijk hebt, kijk dan eens om je heen). Daarnaast was ze actief voor de Stichting Liefdadigheidsdoeleinden, het Jubileumfonds van de EBGS en als actrice en toneelschrijfster voor Thalia, en probeerde ze vergeefs een stap in de politiek. Op AVROS had ze een wekelijks radioprogramma in het Sranantongo over medische onderwerpen.